# Ерик Сати
Ерик Алфред Лесли Сати (фр. Éric Alfred Leslie Satie; Онфлер, 17. мај 1866. — Париз, 1. јул 1925) био је француски композитор, пијаниста и писац. Био је изузетно оригинална и утицајна фигура париске авангарде на прелазу из 19. у 20. век. Иако за живота често несхваћен и сматран ексцентриком, његов рад је извршио значајан утицај на касније музичке правце, укључујући минимализам, амбијенталну музику и позориште апсурда. Сам себе је називао гимнопедист и фонометричар (мерач звукова), одбацујући етикету "музичара".

## Биографија

### Рани живот и образовање
Ерик Сати је рођен у Онфлеру, у Нормандији. Његов отац, Алфред Сати, био је поморски посредник, а мајка, Џејн Лесли Антон, шкотског порекла. Након мајчине смрти, 1872. године, послат је са братом Конрадом код бабе и деде у Онфлер, где је почео да добија прве часове музике од локалног оргуљаша. Након бабине смрти 1878, враћа се код оца у Париз, који се у међувремену поново оженио пијанисткињом и салонском композиторком Ежени Барнече.
Године 1879. уписао је Париски конзерваторијум, али су га професори сматрали неталентованим и лењим. Након две и по године избачен је, да би поново био примљен крајем 1885, али није показао већи напредак и убрзо је поново напустио студије, одлучивши се за војну службу, коју је такође брзо напустио (наводно намерно зарадивши бронхитис).

### Монмартр и период "Розенкројцера"
Крајем 1880-их, Сати се настанио на Монмартру, уметничкој четврти Париза. Зарађивао је као пијаниста у кабареима, укључујући и чувени Црни мачак (Le Chat Noir). У овом периоду настају његова прва значајна дела за клавир, обележена једноставношћу, статичном хармонијом, необичним структурама и одсуством традиционалног развоја: Ogives (1886), Sarabandes (1887) и његово најпознатије дело, сет од три Гимнопедије (Gymnopédies, 1888). Убрзо следе и мистичније и хармонски смелије Гносијене (Gnossiennes, око 1890).
Током овог периода, био је близак са розенкројцерским редом Жозефена Пеладана, за чије је церемоније писао музику (нпр. Messe des Pauvres - Миса за сиромашне, 1895). Такође је кратко основао и сопствену "цркву" (Église Métropolitaine d'Art de Jésus Conducteur). Познат је и по својој јединој документованој романтичној вези са сликарком Сузан Валадон, која је трајала неколико месеци 1893. године.

### Аркеј и Школа Канторум
Године 1898, уморан од боемског живота и финансијских потешкоћа, Сати се сели у Аркеј, тада сиромашно предграђе Париза, где ће живети до краја живота у скромним условима. Изненађујући многе, у својој 40. години (1905) одлучује да се врати формалном музичком образовању и уписује Школу Канторум (Schola Cantorum), где три године студира Контрапункт код Албера Русела и композицију код Венсана д'Ендија. Успешно је дипломирао 1908. године, стекавши техничку вештину која му је недостајала у младости.

### Сарадња са авангардом и "Шесторица"
Након завршетка Школе Канторум, Сатијев рад почиње да привлачи пажњу млађе генерације композитора и уметника. Морис Равел је свирао неке од његових раних дела, а Клод Дебиси је оркестрирао две од три Гимнопедије, доприносећи Сатијевој (иако ограниченој) популарности.
Кључни тренутак био је сусрет са Жаном Коктоом, који је довео до сарадње на балету Парада (Parade, 1917). Ово револуционарно дело, са сценаријом Коктоа, музиком Сатија (која укључује звукове писаће машине, сирене и пиштоља), костимима и сценографијом Пабла Пикаса и кореографијом Леонида Мјасина за Руски балет Сергија Дјагиљева, изазвало је скандал на премијери и постало манифест нове авангардне уметности.
Сати је постао инспирација и ментор групи младих француских композитора који су се окупили око Коктоа и противили импресионизму и вагнеризму. Новинар Анри Коле их је назвао Француска шесторица (Les Six), а чинили су је Даријус Мијо, Франсис Пуленк, Артур Онегер, Жорж Орик, Луј Диреј и Жермен Тајфер. Иако сам није био члан, Сати је био њихов духовни вођа. У овом периоду настаје и његово дело Сократ (Socrate, 1918), симфонијска драма за гласове и мали оркестар на текст Платонових дијалога, које се сматра једним од његових најозбиљнијих и најзначајнијих остварења.

### Дадаизам и каснији радови
Током каснијег периода, Сати се приближио дадаистичком покрету, сарађујући са уметницима попут Тристана Царе и Франсиса Пикабије. Компоновао је музику за Рене Клеров дадаистички филм Међучин (Entr'acte, 1924), који је приказиван током паузе његовог последњег балета Relâche (1924), реализованог у сарадњи са Пикабијом.
У овом периоду развио је и концепт "Musique d'ameublement" (Музика као намештај), вероватно најранији облик амбијенталне музике. То је била музика која није била намењена пажљивом слушању, већ да буде део окружења, попут тапета или намештаја.

### Личност и смрт
Ерик Сати је био познат по својој ексцентричној личности, духовитости, иронији и необичним навикама. Давао је својим композицијама бизарне наслове (нпр. Три комада у облику крушке, Праве млитаве прелудије (за пса), Бирократска сонатина) и у партитуре уносио хумористичке, често апсурдне инструкције за извођача (нпр. "као славуј са зубобољом", "лагано се замислите"). У јавности се појављивао увек у готово идентичним сивим сомотским оделима. Често је улазио у сукобе са критичарима.
Преминуо је 1. јула 1925. године у болници у Паризу од цирозе јетре. Након његове смрти, пријатељи су ушли у његову скромну собу у Аркеју, у коју никоме није дозвољавао приступ годинама, и затекли невероватан неред, али и велики број до тада непознатих и необјављених композиција.

## Музички стил и утицај
Сатијев музички стил карактерише:
- **Једноставност и огољеност:** Одбацивање романтичарске патетике и импресионистичке раскоши.
- **Јасноћа и прегледност:** Прозирна фактура, често једноставне мелодије и хармоније.
- **Анти-развојни принцип:** Избегавање традиционалног тематског развоја; често коришћење понављања, секвенци, статичних хармонских блокова.
- **Хармонија:** Употреба модалности, неразрешених дисонанци, паралелних акорада, често стварајући осећај статичности или безвремености.
- **Хумор и иронија:** Присутни у насловима, инструкцијама у партитури и самој музици.
- **Објективност:** Тежња ка деперсонализованом, "хладном" изразу.

Иако за живота сматран маргиналном фигуром, Сатијев утицај на музику 20. века је значајан. Директно је утицао на "Шесторицу". Његова употреба понављања и статичности антиципирала је минимализам. Концепт "Музике као намештаја" претеча је амбијенталне музике Брајана Ина. Његов анти-уметнички став и сарадња са дадаистима инспирисали су Џона Кејџа. Његов рад остаје симбол уметничке независности, оригиналности и одбацивања конвенција.

## Одабрана дела
(Сва дела су за соло клавир осим ако није другачије назначено)

### Клавирска дела
- Ogives (Оживе), 1886.
- Trois Sarabandes (Три Сарабанде), 1887.
- Trois Gymnopédies (Три Гимнопедије), 1888.
- Gnossiennes (Гносијене, 7 комада), око 1890-1897.
- Pieces froides (Хладни комади: Airs à faire fuir и Danses de travers), 1897.
- Je te veux (Желим те), валцер за глас и клавир (постоји и соло верзија), око 1900.
- Le Piccadilly (Пикадили), марш, 1904.
- Trois morceaux en forme de poire (Три комада у облику крушке), за клавир четвороручно, 1903.
- Descriptions automatiques (Аутоматски описи), 1913.
- Embryons desséchés (Исушени ембриони), 1913.
- Chapitres tournés en tous sens (Поглавља окренута на све стране), 1913.
- Croquis et agaceries d'un gros Bonhomme en bois (Скице и задиркивања дебелог дрвеног човечуљка), 1913.
- Enfantillages pittoresques (Сликовите дечарије), 1913.
- Menus propos Enfantins (Детињасти разговори), 1913.
- Sports et divertissements (Спортови и разоноде), 21 кратак комад, 1914.
- Heures séculaires et instantanées (Вековни и тренутни часови), 1914.
- Sonatine Bureaucratique (Бирократска сонатина), 1917.
- Nocturnes (Ноктурна, 5 комада), 1919.

### Сценска дела
- Messe des Pauvres (Миса за сиромашне), за хор и оргуље, око 1895.
- Geneviève de Brabant (Женевјев де Брабан), минијатурна опера за лутке, 1899.
- Le piège de Méduse (Медузина замка), "лирска комедија" са музиком, 1913.
- Parade (Парада), "реалистички балет", 1917. (за Руски балет; сценарио Кокто, сценографија/костими Пикасо)
- Socrate (Сократ), симфонијска драма за гласове и мали оркестар, 1918. (текст из Платонових дијалога)
- Mercure (Меркур), "позе пластике", балет, 1924. (сценографија/костими Пикасо)
- Relâche, "тренутни балет" са филмским међучином (Entr'acte Рене Клера), 1924. (сценарио Пикабија)

## Списи (избор)
Сати је био плодан писац, објављујући чланке, афоризме и хумористичне текстове у разним часописима. Неки од његових списа сабрани су у књигама:
- Écrits (Списи), објављено постхумно.
- Mémoires d'un amnésique (Мемоари једног амнезичара) - наслов његове колумне.